# Secundaria de San Patricio (Karachi)
La Secundaria de San Patricio es una escuela católica ubicada en Saddar en Karachi, Sindh, en el país asiático de Pakistán. La institución es la segunda escuela que se construyó en la ciudad. Durante los últimos 150 años, la escuela ha producido líderes y personalidades conocidas; incluyendo un Presidente y dos primeros ministros de Pakistán, dos ministros principales de Sindh, dos cardenales de la Iglesia Católica, un ministro de la unión de la India y alcaldes de Karachi. La escuela es propiedad de la Iglesia católica y es gestionada por la Junta de Educación Católica en Pakistán. El director actual es Br. Lawrence.